# Budynek przy ul. Henryka Sienkiewicza 5 w Sanoku
Budynek przy ul. Henryka Sienkiewicza 5 w Sanoku – zabytkowa kamienica z końca XIX wieku w Śródmieściu Sanoka, dawna siedziba urzędów publicznych.

## Historia

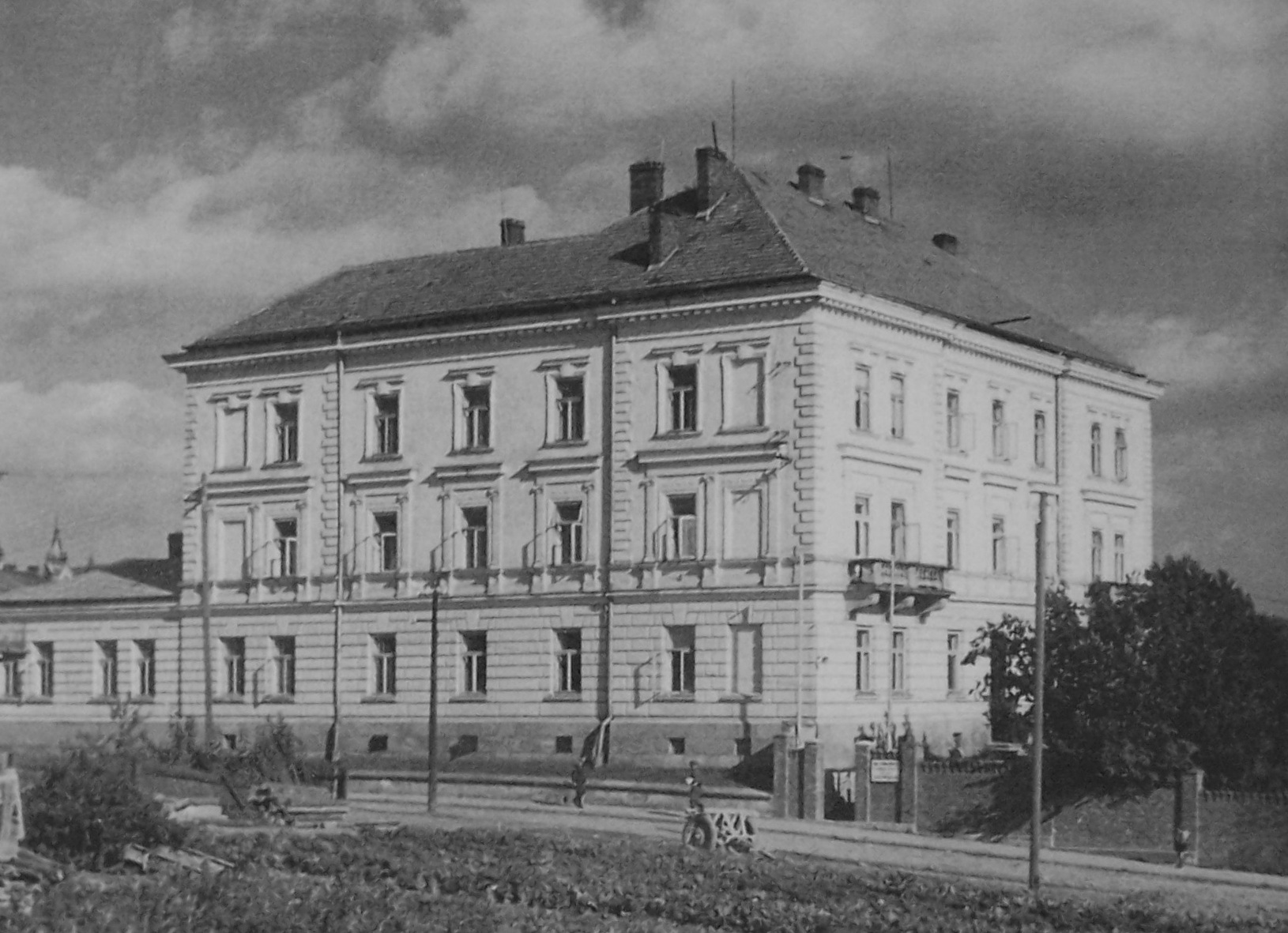
Budynek w latach 40. XX wieku

Budynek powstał na potrzeby C. K. Okręgowej Dyrekcji Skarbu, założonej w 1892/1893. Na pomieszczenie tej instytucji właścicielka ziemska Józefa Rylska oddała grunt i wybudowała gmach. Został on wzniesiony w okresie około dwóch lat w czasie powstawania ww. urzędu (obecnie w informacji ewidencji zabytków podaje się rok budowy w 1863). Budowla bywała określana jako „Pałac Rylskich”.
W gmachu funkcjonowały urzędy:
- Cesarsko-Królewska Okręgowa Dyrekcja Skarbu (1892/1893[2] do 1914)
- Powiatowa Komenda Policji Państwowej,
- Małopolski Inspektorat Okręgowy Straży Granicznej (1928-1930)
- Urząd Skarbowy[3] (do 1939[5])
- Urząd Starostwa Powiatu Sanockiego (do 1939)[3]
- Gestapo i areszt śledczy StaPo (1939-1944)
- Powiatowy Urząd Bezpieczeństwa Publicznego (od 1944)
- Komenda Powiatowa Milicji Obywatelskiej[6]
- Komenda rejonowa Policji (1990-1998)
- Komenda powiatowa Policji (1998-2005)

Do końca II Rzeczypospolitej w 1939 w budynku swoją siedzibę miały Powiatowa Komenda Policji Państwowej, Urząd Starostwa Powiatu Sanockiego (II piętro), Urząd Skarbowy, Urząd Skarbowy Akcyz i Monopoli Państwowych, Brygada Kontroli Skarbowej, Kasa Skarbowa, Urząd Katastralny.
W czasie II wojny światowej i okupacji niemieckiej budynek stanowił siedzibę oddziału operacyjnego gestapo (kierował nim SS-Sturmbannführer Ludwig Hahn), po czym został przekształcony i zorganizowano w Grenzkommissariat Sicherheitspolizei (Komisariat Graniczny Policji Bezpieczeństwa); ponadto w budynku działał Steueramt (Urząd Podatkowy); kamienica mieściła się wówczas pod adresem Sienkiewiczastrasse 5, a po przemianowaniu Bergstrasse 5.
Od przełomu sierpnia i września 1944 w budynku mieścił się Powiatowy Urząd Bezpieczeństwa Publicznego. Pierwszymi szefami PUBP w Sanoku byli Malinowski, Ozgowicz, Tadeusz Sieradzki. 15 czerwca 1945 przy wejściu do budynku Antoni Żubryd dokonał zamachu na jego szefa, Tadeusza Sieradzkiego. Od 1946 do 1948 szefem PUBP był Antoni Cebula. Równolegle w tym czasie w gmachu funkcjonował sztab Grupy Operacyjnej „Wisła” w 1947, a także POP PPR.
11 października 1969 przy wejściu do gmachu Komendy Powiatowej Milicji Obywatelskiej została odsłonięta tablica poświęcona funkcjonariuszom SB i MO, fundatorami byli członkowie koła ZBoWiD przy KP MO w Sanoku. Inskrypcja brzmiała: 1944-1969 Poległym w walce o utrwalenie władzy ludowej funkcjonariuszom Milicji Obywatelskiej i Służby Bezpieczeństwa, a poniżej wymieniono 34 nazwiska oraz napis XXV lecie PRL społeczeństwo. Jako pierwszy wymieniony na liście został kpt. Tadeusz Sieradzki, a ponadto także st. sierż. Michał Goniak. Po 2009 tablica została usunięta.
Do końca roku 2005 w budynku funkcjonowała komenda Policji, następnie przeniesiona do zaadaptowanych zabudowań byłych koszar wojskowych w Olchowcach. 
W połowie 2006 wojewoda podkarpacka Ewa Draus przychyliła się do wniosku Zarządu Powiatu Sanockiego o przekazanie budynku na cele własne. Gmach nie był jednak eksploatowany, a w 2008 zarząd powiatu podjął decyzję o jego sprzedaży. W styczniu 2012 starosta powiatu sanockiego Sebastian Niżnik wystawił obiekt na sprzedaż z ceną wywoławczą 2,95 mln zł celem pozyskania środków na budowę nowej siedziby starostwa w centrum miasta. Kamienica była kilkakrotnie przedmiotem przetargu (w styczniu, czerwcu i listopadzie 2012), we wrześniu 2012 była wyceniana na 1,5 mln zł. W 2016 została zakupiona przez pochodzącą z Sanoka hotelarkę i jej męża za 450 lub 480 tys. zł.
W marcu 2015 zarządzeniem burmistrza Sanoka Tadeusza Pióry budynek został wpisany do gminnej ewidencji zabytków, a następnie w marcu 2016 – do wojewódzkiego rejestru zabytków.

## Opis
Powierzchnia całej nieruchomości wynosi 0,1897 ha. Budynek jest podpiwniczony i posiada trzy kondygnacje naziemne, zaś jego metraż wynosi 1775,26 m².

## Odniesienia w kulturze
Poeta Janusz Szuber zawarł odniesienie do budynku w niezatytułowanym wierszu wydanym w publikacji pt. Mojość z 2005. Ponadto wzmiankował gmach w wierszu pt. Dziura w serze. Pustka, opublikowanym w tomiku poezji pt. Wpis do ksiąg wieczystych z 2009.